# بيت رزيق (بني حشيش)

تعديل مصدري - تعديل

بيت رزيق هي إحدى قرى عزلة الشرفة بمديرية بني حشيش التابعة لمحافظة صنعاء، بلغ تعداد سكانها 512 نسمة حسب تعداد اليمن لعام 2004.